# Emilie Koppel
Emilie Kroyer Koppel (født 7. juni 2002 i København) er en dansk skuespillerinde. Koppel har medvirket i danske film- og tv-produktioner som Du forsvinder (2017), Kollision (2019) og Ustyrlig (2023).
Hun er datter af pianist Nikolaj Koppel.

## Filmografi

### Film
| År   | Titel             | Rolle  | Bemærkninger |
| ---- | ----------------- | ------ | ------------ |
| 2017 | Du forsvinder     | Emilie |              |
| 2017 | De voksnes rækker | Rosa   | Kortfilm     |
| 2018 | Happy Ending      | Ida    |              |
| 2019 | Kollision         | Maj    |              |
| 2020 | Drømmebyggerne    | Minna  | Stemme       |
| 2023 | Ustyrlig          | Maren  |              |

### Tv-serier
| År   | Titel        | Rolle | Bemærkninger |
| ---- | ------------ | ----- | ------------ |
| 2022 | Nordland '99 | Emma  |              |